# テガン・モス
テガン・モス (Tegan Moss、1985年2月7日 -) は、カナダの女優。

## 出演作品

### アニメーション
- おちゃめな魔女サブリナ

### 映画
- 映画マイリトルポニー プリンセスの大冒険